# Lissonota dreisbachorum
Lissonota dreisbachorum là một loài tò vò trong họ Ichneumonidae.